# محیا (فیلم)
محیا یک فیلم درام ایرانی به کارگردانی، نویسندگی و تهیه‌کنندگی اکبر خواجویی محصول سال ۱۳۸۶ است. شهاب حسینی، الهام حمیدی، برزو ارجمند، آزیتا حاجیان، مجید سعیدی، مریم بوبانی، مهسا کرامتی، نقی سیف‌جمالی، مرضیه خوشی‌تراش و انوشیروان ارجمند بازیگران اصلی آن هستند.
فیلم محیا در بیست و ششمین دوره جشنواره فیلم فجر دیپلم افتخار نقش اول مرد (شهاب حسینی) را کسب کرده‌است.

## داستان
جاوید دانشجوی پزشکی که از دیدن مردگان هراس دارد، به‌طور اتفاقی در یک مراسم ختم در گورستان با محیا، دختری که بعداً درمی‌یابد همکار او در بیمارستان است آشنا می‌شود و پس از مدتی از او خواستگاری می‌کند اما جواب رد می‌شنود. این در حالی است که شهره، دخترخاله جاوید که به او علاقه‌مند است، از شیراز به منزل جاوید آمده، اما جاوید به شهره می‌گوید که مایل به ازدواج با او نیست. جاوید پس از اصرار فراوان برای خواستگاری از محیا متوجه می‌شود پدر و مادر او غسال هستند و گاهی خودش هم در شستن مرده‌ها به والدینش کمک می‌کند. کَرَم، پسردایی و عاشق محیا که متوجه علاقه جاوید می‌شود، او را تهدید می‌کند. محیا به دلیل شغل خانواده اش و نیز تهدیدهای کرم، نمی‌خواهد جاوید دچار مشکل شود، پس شرط سختی را برای ازدواج می‌گذارد: این که جاوید باید هفت مرده را غسل دهد. جاوید به این منظور شهر را ترک می‌کند و در یک روستا با نظارت پیرمردی عارف به این کار مشغول می‌شود و شرط را با موفقیت انجام می‌دهد و هفتمین مرده را که در واقع خود میرطاهر است غسل می‌دهد. پس از بازگشت در حالی که در یک پارک با محیا صحبت می‌کند به دست کرم چاقو می‌خورد، اما زنده می‌ماند. محیا به ملاقات او در بیمارستان می‌آید و به نظر می‌رسد مشکلات وصال شان به پایان رسیده‌است.

## بازیگران
| بازیگر           | نقش        |
| ---------------- | ---------- |
| شهاب حسینی       | جاوید      |
| الهام حمیدی      | محیا       |
| برزو ارجمند      | مهران      |
| انوشیروان ارجمند | میرطاهر    |
| آزیتا حاجیان     | مادر جاوید |
| مریم بوبانی      | مادر محیا  |
| مهسا کرامتی      | شهره       |
| نقی سیف جمالی    | پدر محیا   |
| مجید سعیدی       | کَرَم        |
| مرضیه خوشی تراش  | مرجان      |